# Tréguier
Tréguier é uma comuna francesa na região administrativa da Bretanha, no departamento Côtes-d'Armor. Estende-se por uma área de 1,52 km². Em 2010 a comuna tinha 2 668 habitantes (densidade: 1 755,3 hab./km²).841 hab/km².